# إوالد فيشرت
إوالد فيشرت (بالألمانية: Ewald Wichert)‏ (مواليد 26 مايو 1940) هو ملاكم ألماني، مثّل بلاده في الألعاب الأولمبية الصيفية 1968.

## روابط خارجية
إوالد فيشرت على موقع أوليمبيديا (الإنجليزية)